# Aeroportul Național Aktion
Aeroportul Național Aktion (IATA: PVK, ICAO: LGPZ) este un aeroport din Aktio-Vonitsa Municipality⁠(d), Prefectura Aetolia-Acarnania, Grecia de Vest, Peloponez, Grecia de Vest și Insulele Ionice⁠(d), Grecia ce deservește zona Preveza. Aeroportul a fost tranzitat în 2022 de 772.994 de pasageri. A fost deschis în 1968 și numit după zona deservită.
Situat la o altitudine de 3 m, aeroportul dispune de 1 pistă. Este operat de Fraport⁠(d).

## Infrastructură

### Piste
Aeroportul dispune de o singură pistă. Pista are orientarea 07L/25R.